# Johann Gropper
Johann Gropper (Soest, 24 de fevereiro de 1503 - Roma, 13 de março de 1559) foi um cardeal do século XVII

## Biografia
Nasceu em Soest em 24 de fevereiro de 1503.
Concluiu estudos clássicos em Soest. Mais tarde, estudou na Universidade de Colônia, 1517-1525 (jurisprudência; doutorado em direito civil, 7 de novembro de 1525). Privadamente, estudou e adquiriu amplos conhecimentos de teologia; ficou conhecido como os cleri Coloniensis ..
Nomeado cônego em Kanten em 1522; e mais tarde, reitor. Oficial de Hermann von Neuenahr, reitor da catedral, 1525. Selador oficial do município eleitoral de Colônia, 1526; em 1527 Escolástico de São Gereon; e em 1532, cânone. Em 1530, cônego, pároco e reitor de Soest; e mais tarde naquele ano, acompanhou o arcebispo de Colônia, como conselheiro assistente, à Dieta de Augsburgo; junto com Arnaldo de Wesel e Bernardo de Hagen, estabeleceu uma estreita relação com Philipp Melanchthon; após a Dieta, dedicou-se ao estudo detalhado das questões teológicas e começou a ler a Bíblia e os Padres da Igreja em particular e sem professores. Em 1533 tornou-se Scholastiker em Xanten; e em 1543, reitor. No conselho provincial de Colônia realizado em 1536, teve um papel influente e elaborou suas resoluções; em nome desse concílio ele escreveu o seu Enchiridion , um manual de ensinamentos cristãos, no qual abordou os ensinamentos da justificação em estreita semelhança com a opinião dos Reformadores, mas a sua teoria da igreja e do sacerdócio geral e dos sete sacramentos, da ordem hierárquica e do primado do papa, estavam em total acordo com a doutrina católica. Em 1540 e 1541, ele participou das discussões religiosas em Hagenau, Worms e Regensburg e reuniu-se com os negociadores sindicais, especialmente Martin Bucer, com quem liderou discussões amistosas em fevereiro de 1542 em Colônia sobre a reforma da igreja planejada pelo arcebispo. Gropper tornou-se oponente de Bucer quando o arcebispo eleitor Hermann von Wied de Colônia, em dezembro de 1542, como parte da execução da reforma, designou ele e os evangelistas para dar uma palestra na catedral de Bonn. Ele se esforçou energicamente como delegado do capítulo da catedral em março e julho de 1543 no parlamento estadual federal, mas não teve sucesso em seus esforços para obter as condições para um procedimento comum contra Bucer e o arcebispo e trabalhou contra a "Dúvida da Reforma Cristã" , que foi apresentado pelo Arcebispo von Wied em julho de 1543 ao parlamento estadual federal; com Bucer, ele manteve diversas disputas e lutou violentamente contra a reforma. Gropper contatou o papa e o chanceler e, como resultado, o Papa Paulo III, em 2 de janeiro de 1546, suspendeu Hermann von Wied e excomungou-o em 16 de abril de 1546; e no mês de julho seguinte, o arcebispo coadjutor Adolf von Schaumburg foi nomeado arcebispo de Colônia. O arcebispo von Wied renunciou ao cargo de administrador de Paderborn em 26 de janeiro de 1547 e ao cargo de arcebispo de Colônia em 25 de fevereiro seguinte. Apoiou fortemente os interesses da igreja e do clero de Colônia contra o arcebispo eleitor Hermann von Wied, que queria introduzir a reforma protestante naquela cidade. Ele foi nomeado reitor de Bonn em 1547; e mais tarde, arquidiácono da igreja catedral de Colônia. Em nome do imperador Carlos V, ele liderou o "Augsburger Interim" de 1548 em Soest. Com Eberhard Billick, acompanhou Adolf von Schaumburg, arcebispo de Colônia, ao Concílio de Trento em 1551. Considerado um salvador da fé católica, escreveu inúmeras obras em defesa da fé católica.
Criado cardeal diácono no consistório de 20 de dezembro de 1555; recebeu a diaconia de Santa Lúcia em Silice, em 13 de janeiro de 1556; o papa enviou-lhe o chapéu vermelho e ele recusou a promoção porque sentiu que poderia trabalhar melhor para a Igreja na Alemanha sem essa dignidade. Viajou para Roma em 1558 após a escolha do conde Gebhard von Mansfeld para ser arcebispo de Colônia, a fim de evitar sua confirmação pelo Papa Paulo IV; não conseguiu porque o conde se defendeu perante a Inquisição, onde havia sido denunciado, e convenceu o papa de que as acusações levantadas contra ele não eram justificadas..
Morreu em Roma em 13 de março de 1559. O papa fez a oração fúnebre. Sepultado aos pés do túmulo do Papa Adriano VI na igreja de S. Maria dell'Anima, Roma.